# Pont Neuf (Paris metro)
Pont Neuf är en station i Paris metro på linje 7 från år 1926. Stationen ligger i Paris turistkvarter vid kända bron Pont Neuf och har konstnärlig utsmyckning i form av bl.a. jättemynt. I närheten ligger även ön Île de la Cité samt en kaj med turistbåtar som går längs med Seine. Även kända varuhuset La Samaritaine samt byggnaden Conciergerie är nära.

## Bildgalleri

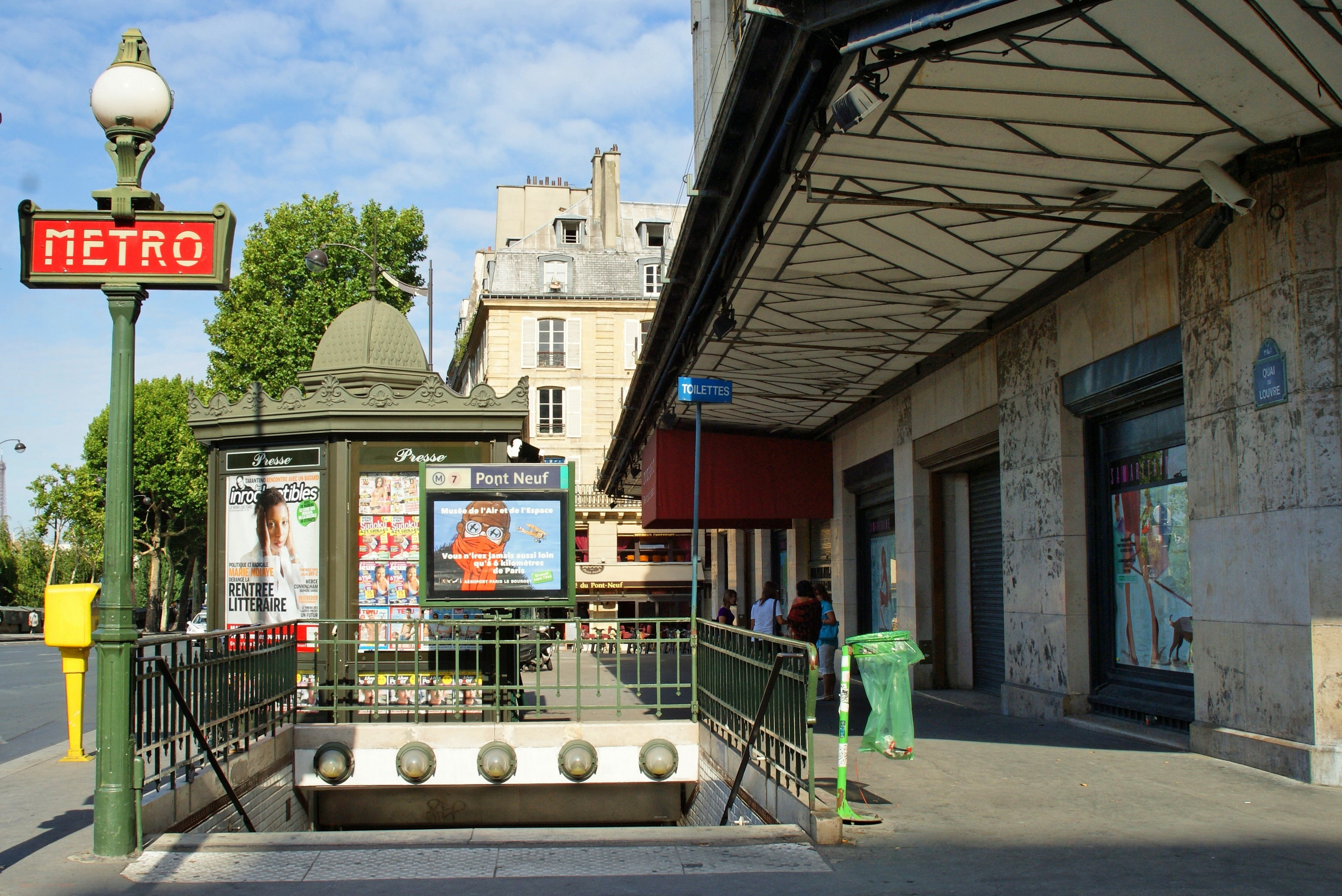
Stationsentré
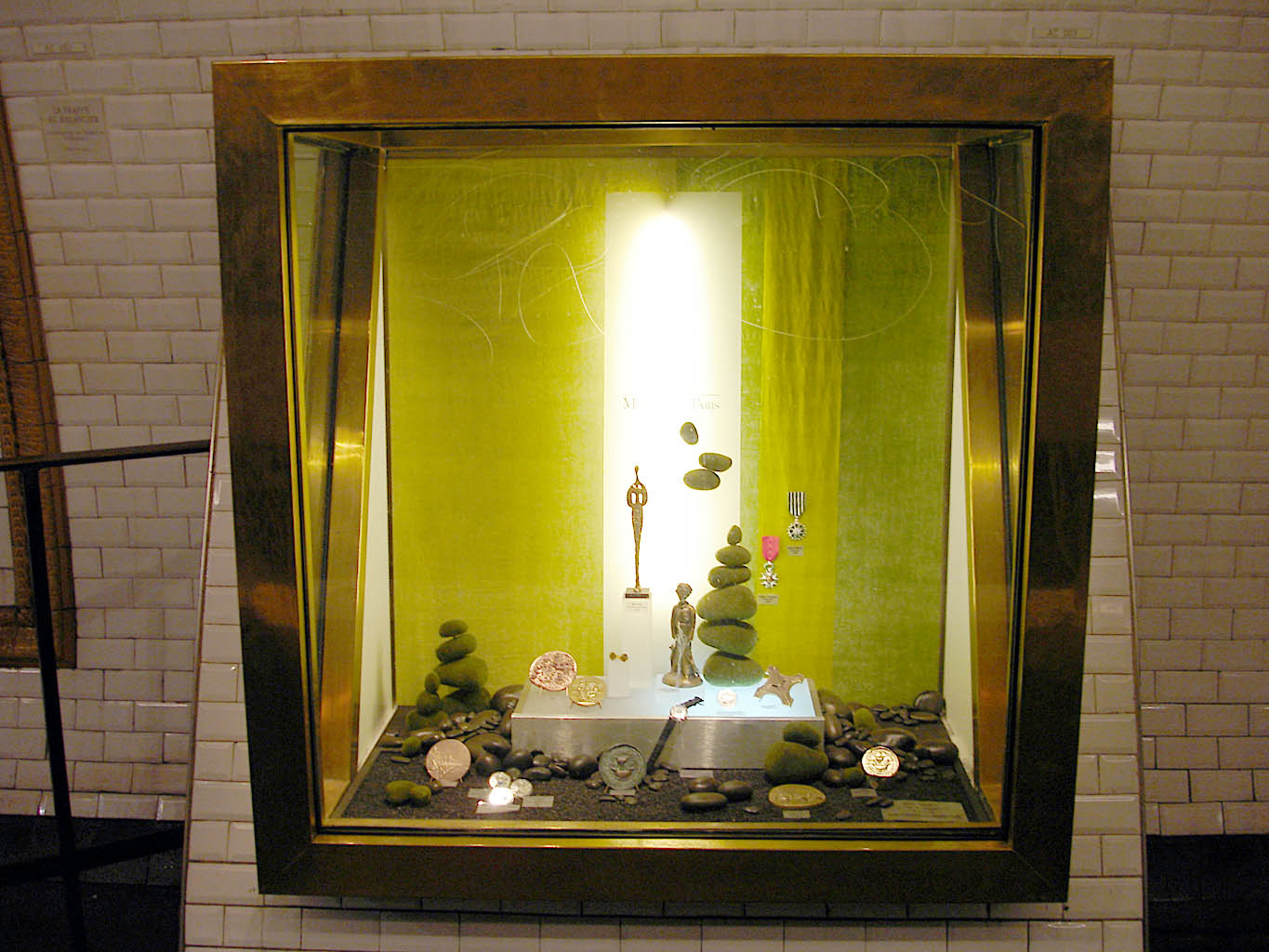
Monter på perrongen
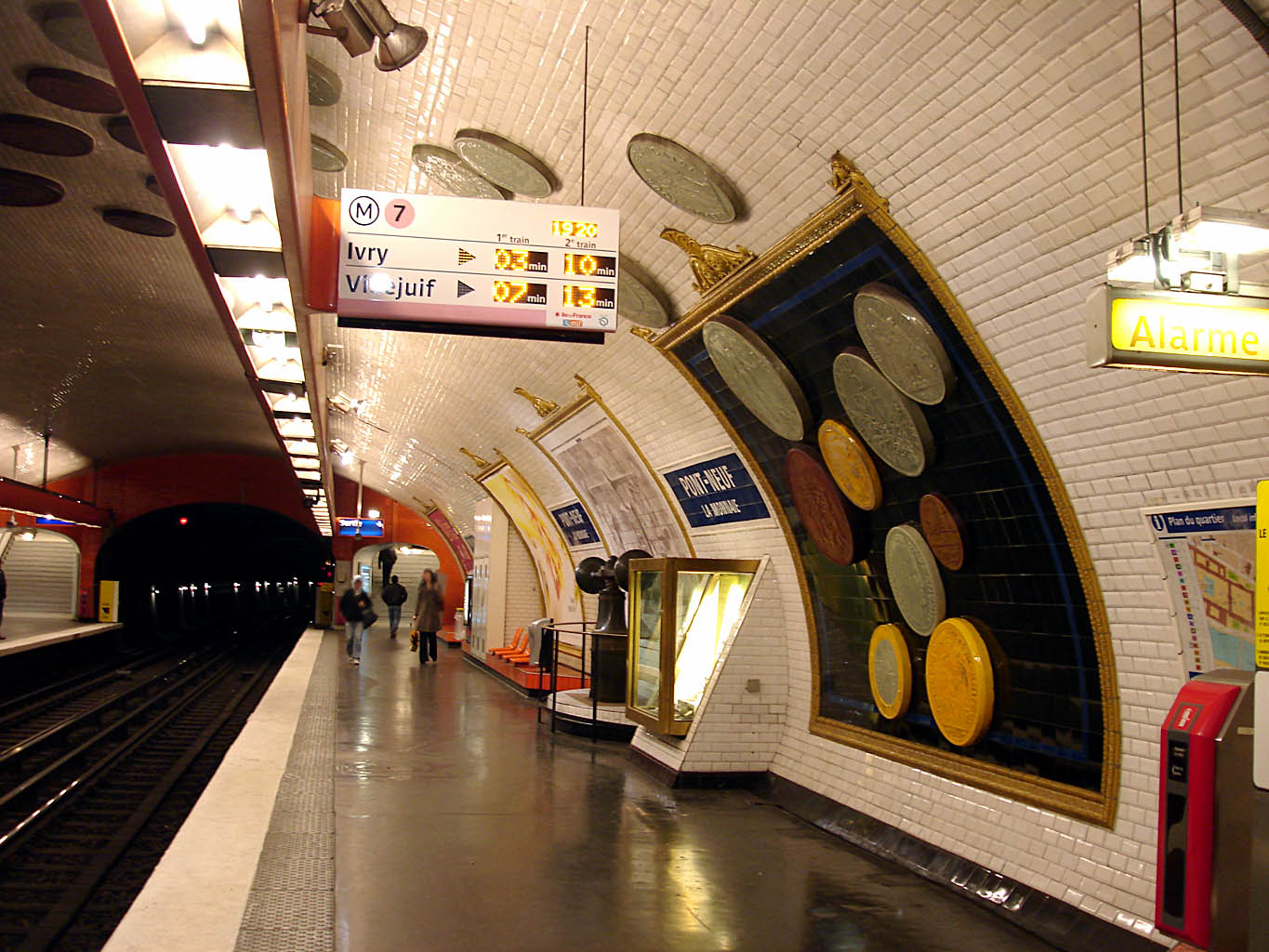
Perrong
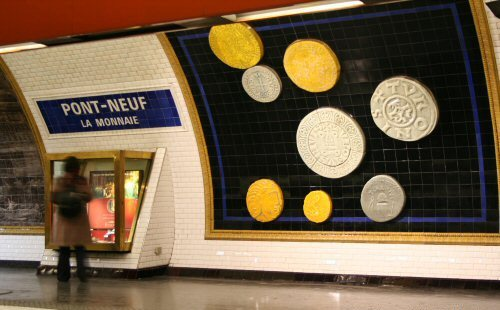
Perrong